# روبرتو بوللي

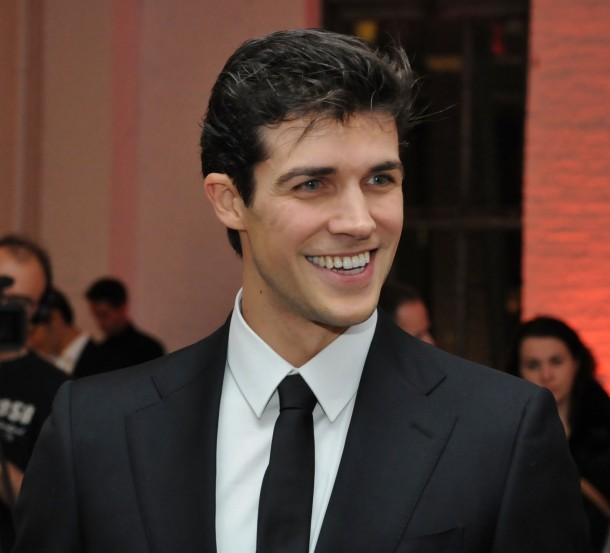
روبرتو بوللي

روبرتو بول (بالإيطالية: Roberto Bolle)‏ (ولد في 26 مارس 1975 في كاسال مونفيراتو) هو راقص باليه إيطالي. وهو حاليا راقص رئيسي مع مسرح الباليه الأمريكي ومسرح لا سكالا.. يرقص بوللي أيضًا بانتظام كفنان ضيف مع الشركات الرائدة في العالم، بما في ذلك رويال باليه، ومارينسكي باليه، وبولشوي باليه، وأوبرا باريس.

## حياة الطفولة
ولد بول في كاسال مونفيراتو في منطقة بيدمونت بإيطاليا. بدأ دراسات الباليه في سن السابعة في مدرسة محلية وتم قبوله في مدرسة الباليه المسرحية في لا سكالا في ميلانو وهو في الثانية عشرة من عمره. في عام 1990، لاحظه رودولف نورييف، الذي اختاره أن يلعب دور تاديزيو في أوبرا مورت في البندقية، لكن المسرح منعه من قبول العرض لأنه كان صغيراً للغاية.

## المهنة

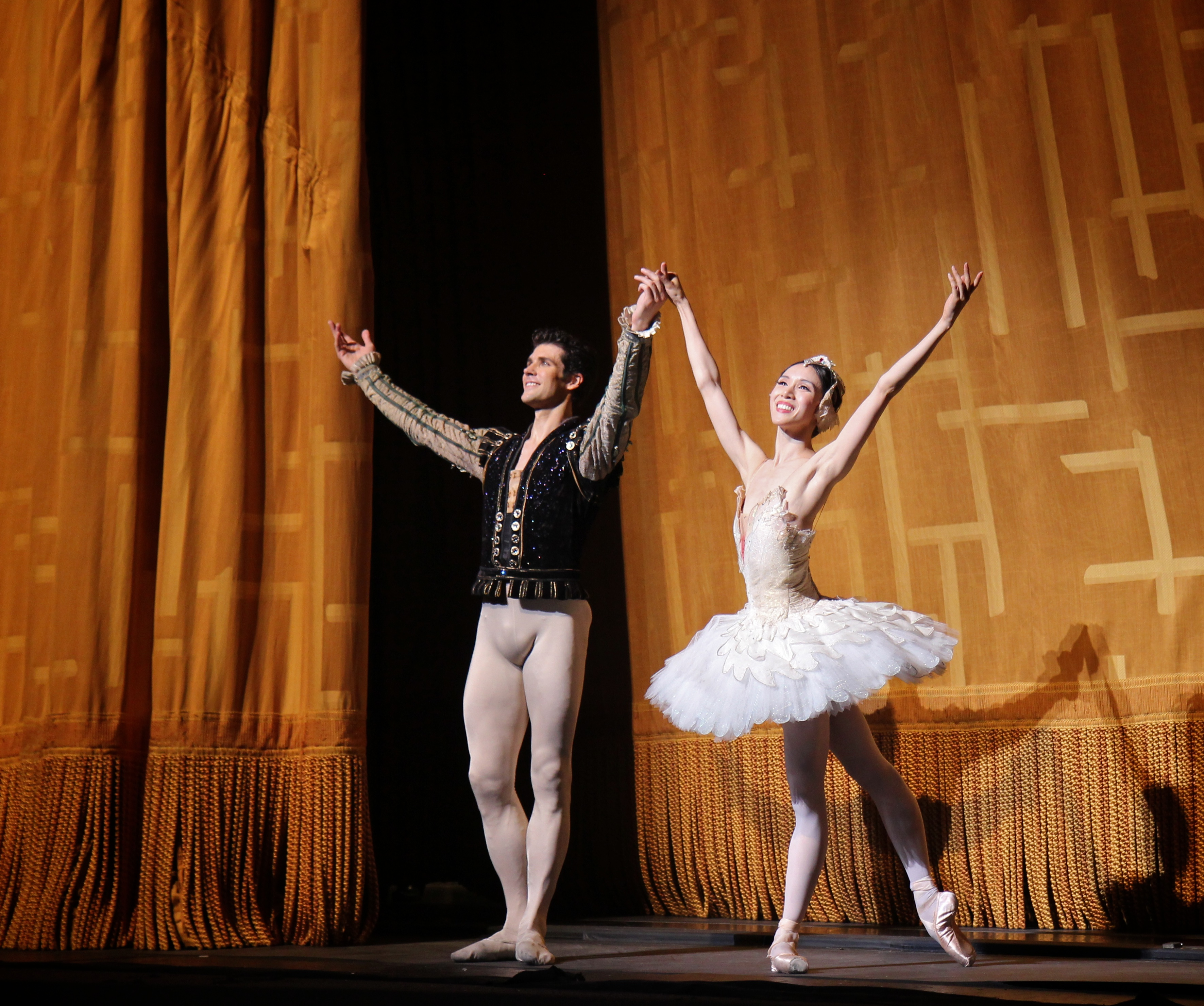
هي سيو وروبرتو بول، 28 يونيو 2014

في عام 1996، بعد ظهوره في روميو وجولييت ، تمت ترقيته إلى بول البالغة من العمر 20 عامًا لتصبح راقصة رئيسية في لا سكالا. لقد ترك هذا المنصب عندما كان عمره 21 عامًا لممارسة مهنة حرة. ومنذ ذلك الحين قام ببطولة العديد من الباليه بما في ذلك سلييبينق بيوتي و سوان ليك.
رقص بول للرقص الملكي، باليه طوكيو، باليه الوطني الكندي، باليه شتوتغارت، باليه الوطني الفنلندي، ستاتسوبر في برلين، دار الأوبرا في فيينا، ستاتسوبر في درسدن، دار الأوبرا البافارية، إنترناسيونال مايفستسبيلي فيسبادن، المهرجانات الدولية الثامنة والتاسعة للباليه في طوكيو، ومسرح ديل أوبرا دي روما، ومسرح سان كارلو في نابولي، ومسرح المدينة في فلورنسا. 
صمم ديريك دين، مدير الباليه الإنجليزي الوطني، إنتاجين له: سوان ليك وروميو وجولييت ، وكلاهما أدا في قاعة ألبرت الملكية في لندن. في الذكرى العاشرة لمسرح الأوبرا في القاهرة، غنى في عايدة في أهرامات الجيزة وبعد ذلك في أرينا في فيرونا للحصول على نسخة جديدة من الأوبرا في جميع أنحاء العالم.
في أكتوبر 2000، افتتح الموسم في دار أوبرا كوفنت غاردن في لندن وهو يؤدي سوان ليك ، وفي نوفمبر تمت دعوته من قبل بولشوي باليه للاحتفال بالذكرى السنوية 75 لميا بليستسكايا بحضور الرئيس فلاديمير بوتين.
في يونيو 2002، بمناسبة اليوبيل الذهبي للملكة إليزابيث، رقص مع راقصة الباليه الملكي زينايدا يوناسكي في قاعة الاحتفالات في قصر باكنغهام بحضور الملكة. تم بث الحدث على الهواء مباشرة بواسطة بي بي سي ونقل إلى جميع دول الكومنولث.
خلال موسم 2003-2004 تمت ترقيته إلى مرتبة اعلى. في 1 أبريل 2004، رقص أمام البابا يوحنا بولس الثاني في ساحة القديس بطرس للاحتفال بيوم الشباب. في 7 ديسمبر، للاحتفال بإعادة افتتاح مسرح لا سكالا بعد ترميمه مع اليساندرا فيري وبعد ثلاثة أسابيع في ليلة رأس السنة الجديدة.
في ديسمبر 2005 في كوفنت جاردن أوبرا هاوس في لندن، قام بأداء إنتاج فريدريك أشتون لسيلفيا ، الذي بثته هيئة الإذاعة البريطانية في يوم عيد الميلاد.
رقص بول في حفل افتتاح دورة الألعاب الأولمبية الشتوية لعام 2006 في تورينو ، حيث قام بأداء أغنية منفردة من قبل إنزو كوزيمي. تم بث الحفل في جميع أنحاء العالم وشاهده 2.5 مليار شخص.
في عام 2007، قدم للمرة الأولى مع ABT  كفنان ضيف، بمناسبة أداء وداع اليساندرا فيري.
بالنسبة لموسم ربيع 2009 في دار الأوبرا متروبوليتان في مدينة نيويورك، قدم بول دور راقص رئيسي مع مسرح الباليه الأمريكي: وهي المرة الأولى التي ينضم فيها راقص إيطالي ذكر إلى الشركة كمدير رئيسي. وصفت «قوائم الرقص» في نيويورك تايمز في 26 يونيو 2009 بول بأنه «رائع للغاية (في كل من المظهر والرقص)». تشمل عروض مسرح الباليه الأمريكي لبولز سبرنج 2010 سيدة كاميليا ، بحيرة سوان ، لا بيادير ، وروميو وجولييت .

## عمل اخر
ظهرت بول في العديد من مجلات الموضة والأناقة وظهرت في الحملات الإعلانية؛ شارك فيراغامو في عرض ترويجي لعام 2008، كما تم عرضه في مجلة Vogue US 2009 إلى جانب عارضة الأزياء الشهيرة Coco Rocha في مقال افتتاحي. وقد أبرم بول أيضًا اتفاقًا مع جورجيو أرماني، الذي أمده بالملابس.
منذ عام 1999 كان سفيرا للنوايا الحسنة لليونيسف. في عام 2006 زار السودان، وقضى بعض الوقت في المدارس والمستشفيات. اعتبارا من يونيو 2007، كان قد جمع أكثر من 655000 دولار لمشاريع التعليم والصحة في السودان.

## روابط خارجية
- روبرتو بوللي على موقع IMDb (الإنجليزية)
- روبرتو بوللي على موقع قاعدة بيانات الفيلم (الإنجليزية)
- الموقع الرسمي
 (بالإنجليزية)
- الموقع الرسمي لـ Teatro alla Scala (La Scala (بالإيطالية) (بالإنجليزية)
- روبرتو بول في دور روميو على يوتيوب